# Ditte Gråbøl
Ditte Gråbøl (* 22. Juni 1959 in Kopenhagen als Ditte Knudsen) ist eine dänische Schauspielerin.

## Leben
Ditte Gråbøl schloss ihr Schauspielstudium 1984 am Aarhus Teater ab. Anschließend war sie am Det Kongelige Teater und dem Jomfru Ane Teatret tätig.
Ihr Filmdebüt gab sie mit der Rolle der Moren in dem von ihrem späteren Ehemann Niels Gråbøl inszenierten Drama Møv og Funder. Für diese Rolle wurde sie zum ersten Mal mit einem Bodil als Beste Nebendarstellerin ausgezeichnet. Einen weiteren Bodil dieser Kategorie erhielt sie für ihr Spiel in dem Drama Lykkevej. Für diese Rolle erhielt sie auch zum ersten Mal eine Nominierung als Beste Nebendarstellerin für einen Robert.
Für ihre Schauspielerei erhielt sie weitere Auszeichnungen. So wurde sie 2009 gemeinsam mit Jesper Langberg mit dem Lauritzen-Preis geehrt. 1994  erhielt sie das Tagea Brandts Rejselegat. Zum Ritter des Dannebrogorden wurde sie 2015 ernannt.
Ditte Gråbøl war von 1992 bis 1998 mit dem Filmregisseur Niels Gråbøl, dem älteren Bruder der Schauspielerin Sofie Gråbøl, verheiratet. Die gemeinsame Tochter Josefine Gråbøl war ebenfalls als Schauspielerin tätig. Seit dem Jahr 2002 ist sie in zweiter Ehe mit Freddy Christiansen verheiratet.

## Filmografie
- 1991: Mein Kampf
- 1991: Moev und Funder (Møv og Funder)
- 1999: Im Sog der Angst (Dybt vand)
- 2001: Shake It All About (En kort en lang)
- 2003: Lykkevej
- 2004: Oh Happy Day
- 2005: Der Adler – Die Spur des Verbrechens (Ørnen: En krimi-odyssé, Fernsehserie, drei Folgen)
- 2009: Protectors – Auf Leben und Tod (Livvagterne, Fernsehserie, 20 Folgen)
- 2014–2015: Helden am Herd (Bankerot, Fernsehserie, fünf Folgen)
- 2020: Krokodilstränen (Crocodile Tears)